# Toncho Nava
Antonio Nava Cano, más conocido como Toncho Nava (Madrid, Comunidad de Madrid, 5 de julio de 1948) es un ex baloncestista y representante de artistas español. 

## Trayectoria
Durante su etapa de formación jugaría en el Colegio Sagrados Corazones de Madrid, el Canoe y en el Real Madrid, equipo donde desarrollaría su mejor baloncesto, y donde conseguiría multitud de títulos. Después de dejar el Real Madrid en el año 1972, juega durante dos temporadas en el Vallehemoso, equipo ubicado en al castizo barrio de Chamberí de la capital de España y otra temporada en otro modesto equipo madrileño, el YMCA. En el año 1975 toma una decisión que marcaría su vida, recibe una oferta de YANKO, una importante firma de calzado de Mallorca para trabajar y jugar en las Islas. En septiembre de 1980, la firma le traslada a Miami, facilitando el reencuentro con Julio Iglesias, antiguo compañero suyo de colegio y amigo de la infancia. Al poco tiempo pasó de ser delegado comercial de la firma mallorquina a ser relaciones públicas de Julio Iglesias, asumiendo también la secretaría particular del cantante madrileño. 
 Después de 30 años siendo el hombre de confianza de Julio, se rompen todo los vínculos laborales entre ellos

## Equipos
- 1965-1972 Real Madrid
- 1972-1974  Vallehermoso Madrid
- 1974-1975  YMCA Madrid

## Palmarés
- 6 x  Ligas españolas: (1966, 1968,  1969, 1970, 1971, 1972).
- 5 x Copa del Rey: (1966, 1967, 1970, 1971, 1972)
- 2 x Copa de Europa: (1967 y 1968).

## Internacionalidades
Fue internacional con España en 40 ocasiones, participando en los siguientes eventos:
- Juegos Olímpicos 1968: 7 posición.
- Eurobasket 1967: 10 posición.
- Eurobasket 1969: 5 posición.